# Герб Ярослава
Герб Ярослава — один із міських символів Ярослава, міста на лівому березі річки Сян, адміністративного центру Ярославського повіту Підкарпатського воєводства.
Герб затверджений імператорським указом 1845 року. Герб ґрунтується на історичних печатках, що вживалися у минулих століттях.

## Опис
За словами Кристини Кіферлінг у публікації «Pieczęcie i herby miasta Jarosławia», опублікованій у т. V «Materiałów i studiów muzealnych»: У синьому полі срібні міські мури з двома вежами. У кожній вежі з-під зовнішніх вікон висять два червоно-срібні стяги. Ворота в міських стінах відчинені. Перед стінами — на синій річці човен з білим вітрилом і червоно-срібним прапором. Береги річки зелені.
Герб увінчаний шляхетською короною.